# Irene Kwok
Irene Anita Kam Ngor Kwok (ur. 12 października 1933) – hongkońska pływaczka, uczestniczka Letnich Igrzysk Olimpijskich 1952.
Kwok brała udział w pierwszych igrzyskach olimpijskich dla reprezentacji Hongkongu. Wystąpiła tylko w eliminacjach 200 m stylem klasycznym, inaczej zwanym żabką. W swoim wyścigu eliminacyjnym zajęła przedostatnie szóste miejsce z czasem 3:19,2 (wyprzedziła tylko zdyskwalifikowaną Aleksandrę Mróz) i nie awansowała do kolejnej części zawodów (jej czas był jednym z najgorszych wyników eliminacji).